# Louis Jacob Hijmans van den Bergh
Louis Jacob Hijmans van den Bergh (Rotterdam, 12 april 1901 - Utrecht, 3 oktober 1974) was een Nederlands hoogleraar aan de Faculteit der Rechtsgeleerdheid van de Universiteit Utrecht.
Hij was zoon van arts en latere hoogleraar te Groningen en Utrecht Abraham Albert Hijmans en Catharina Maria Hudig. Hijzelf was tussen 1928 en 1958 getrouwd met Laura de Monchy (dochter van burgemeester Salomon Jean René de Monchy), er volgde een echtscheiding en hij hertrouwde in het laatste jaar met Marion Aten.

## Loopbaan
Hijmans van den Bergh promoveerde op 16 januari 1928 in Utrecht op het proefschrift Opeenvolging van rechtsregels. Promotor was prof. D.G. Rengers Hora Siccama.
Na zijn promotie werkte Hijmans van den Bergh enkele jaren als advocaat in Rotterdam.
Van 9 november 1946 tot 2 november 1949 was Hijmans van den Bergh hoogleraar te Utrecht met als leeropdracht 'Het oud-Nederlandse recht, de ontwikkeling van het recht bezien in het licht van het Germaansche recht en de inleiding tot de rechtswetenschap'. Hij hield zijn oratie, getiteld 'De aengheboren vrijheyt', op 6 oktober 1947.
Met ingang van 2 november 1949 werd de leeropdracht van Hijmans van den Bergh gewijzigd naar 'Het burgerlijk recht en het internationaal privaatrecht'. Deze aanstelling eindigde op 1 september 1971 vanwege zijn emeritaat. Ter gelegenheid van zijn emeritaat werd hem een liber amicorum aangeboden, getiteld 'Met eerbiedigende werking'.
Gedurende zijn loopbaan was Hijmans van den Bergh ruim een jaar (1964-1965) rector magnificus van de Universiteit Utrecht. In 1956-1957 was hij daarnaast voorzitter van de Nederlandse Juristen-Vereniging.
- Gemeinsame Normdatei: 1027415644
- International Standard Name Identifier: 0000 0003 8444 7178
- Library of Congress Control Number: nr92004734
- Nederlandse Thesaurus van Auteursnamen: 068249225
- Virtual International Authority File: 275730774
- WorldCat: E39PCjxXBD38M7GPCrGPrDhH3P